# Ocean Colour Scene
Ocean Colour Scene (často zkracované na OCS) je anglická britpopová kapela, která vznikla v roce 1989 v Moseley v Birminghamu.

## Historie

### 1990–1995
Ocean Colour Scene vznikla poté, co se rozpadly dvě místní kapely The Boys a Fanatics. Fantastics vydali EP Suburban Love Songs. V roce 1990 Ocean Colour Scene podepsali smlouvu s Phfftt Records. Jejich první singl „Sway“ byl vydán v září 1990 v období rozkvětu britské indie rockové scény. Nicméně když se jejich hudební vydavatelství stalo součástí společnosti Phonogram, jejich eponymní debutové album bylo navzdory přání kapely remixováno, aby lépe odpovídalo tehdejšímu hudebnímu trendu madchester. Album bylo považováno za neúspěšné. Protože byla kapela s vydavatelstvím ve sporu, mohla jen psát nové skladby, ale nemohla je vydávat.
V roce 1993 nastal obrat k lepšímu. Paul Weller kapelu přizval, aby dělala předkapelu na některých koncertech jeho turné. Po této zkušenosti Weller požádal Cradocka, aby hrál na jednom z jeho singlů, a Fowlera, aby zpíval na jeho nadcházejícím albu Wild Wood. Cradock byl požádán, aby hrál s Wellerem na koncertech. Z vydělaných peněz pak mohl financovat fungování Ocean Colour Scene.

### 1995–2000
Kapela nahrála demo, které poslala různým osobám hudebního průmyslu. Poté, co jej slyšel Noel Gallagher, pozval kapelu, aby hrála s Oasis na jejich turné v roce 1995. Díky tomu se kapele dostalo pozornosti více hudebních vydavatelství a na konci roku 1995 podepsala smlouvu s MCA Records. Se stále se zvětšující oblibou britpopové scény se Ocean Colour Scene stávala stále populárnější i mezinárodně. Její druhé album Moseley Shoals si získalo chválu kritiků. V srpnu 1996 byli předkapelou na koncertě Oasis v Knebworth Houseu. Následující album Marchin' Already se v roce 1997 dostalo na vrchol britské hitparády, kde nahradilo album Be Here Now od Oasis. Poté vyjeli na turné a zahráli tři vyprodané koncerty ve skotském Stirling Castleu. V roce 1999 vydali album One from the Modern.

### 2001–2008
Poté, co kapela prodělala změnu sestavy, dále nahrávala a koncertovala, ačkoliv pro ni bylo obtížné zopakovat úspěch Moseley Shoals. Nahrávky z let 2001 (Mechanical Wonder), 2003 (North Atlantic Drift), 2005 (A Hyperactive Workout For The Flying Squad) a 2007 (On the Leyline) pokračovaly v trendu vydávání nového materiálu každé dva roky. V roce 2004 kapela vydala své první živé album Live: One For The Road, které bylo kompilací devíti skladeb z různých koncertů. V roce 2006 Ocean Colour Scene vydali akustické živé album Live At The Jam House, které se skládalo z patnácti skladeb a také obsahovalo čtyři nové skladby „Great Man In Waiting“, „The Word“, „Still Trying“ a „Matilda's England“. V prosinci 2006 kapela vydala další živé album, tentokrát z Birmingham Academy a dvoudiskové.

### 2009–současnost
V roce 2009 se Ocean Colour Scene vrátili do studia, aby začali nahrávat nové album Saturday, které bylo vydáno 1. února 2010 na oslavu 21. výročí vzniku kapely. 2. listopadu 2009 kapela vydala volně stažitelnou verzi skladby „Mrs Maylie“ z připravovaného alba. „Magic Carpet Days“, první singl ze Saturday, byl vydán 25. ledna a pár dní poté i samotné album. 11. října 2010 kapela vydala k oslavám 21. výročí vzniku kapely čtyřdiskový box set 21. Obsahoval mnoho dříve nevydaných skladeb a také zbrusu novou skladbu „Twenty One“. V březnu 2011 Ocean Colour Scene vydali speciální edici alba Moseley Shoals k 15. výročí jeho vydání. V prosinci kapela oznámila přípravy nového alba Painting, které bylo vydáno 11. února 2013.

## Diskografie
Studiová alba
- Ocean Colour Scene (1992)
- Moseley Shoals (1996)
- Marchin' Already (1997)
- One from the Modern (1999)
- Mechanical Wonder (2001)
- North Atlantic Drift (2003)
- A Hyperactive Workout for the Flying Squad (2005)
- On the Leyline (2007)
- Saturday (2010)
- Painting (2013)